# Björnhammar
Björnhammar eller Björnhammaren är ett litet samhälle i Bo socken i Hallsbergs kommun, södra Örebro län. Tidigare har platsen även kallats Nedre Gryt eller Nedre Hammaren.[källa behövs] Till och med småortsavgränsningen 2005 klassades samhället av SCB som en småort.
Björnhammaren är uppbyggt runt den industri som funnits på bruksplatsen. Här fanns i början av 1900-talet en glasfabrik. Där tillverkades glas som brukar gå under benämningen "Gryts Glas". 
Här fanns också tidigt en tråddragerifabrik tillhörande Gryts bruk där man förberedde järntråd för tillverkning av spik. Den färdigbehandlade tråden fraktades sedan till spikfabriken i Gryt några kilometer norrut, där tråden slogs och kapades till spik.
Den gamla tråddragerifabriken brann ned 1958, därefter var hela spiktillverkningen integrerad och lokaliserad vid en ny fabrik i Björnhammaren. Gryts Bruk AB försattes i konkurs 2014. Spikfabrikens maskiner och inventarier övertogs sedan av Skyllbergs Bruk AB. Spikfabriken var mest känd för sin "N:o 1"-spik.
2003 gjordes en dokumentärfilm om orten, "Björnhammar - Sovstaden i skogen".
Under 2018 såldes samtliga bostäder på den privata marknaden och används idag både som permanentboende eller fritidshus året runt 

## Befolkningsutveckling
| Befolkningsutvecklingen i Björnhammar/Björnhammaren 1990–2005 | Befolkningsutvecklingen i Björnhammar/Björnhammaren 1990–2005 | Befolkningsutvecklingen i Björnhammar/Björnhammaren 1990–2005 | Befolkningsutvecklingen i Björnhammar/Björnhammaren 1990–2005 | Befolkningsutvecklingen i Björnhammar/Björnhammaren 1990–2005 |
| ------------------------------------------------------------- | ------------------------------------------------------------- | ------------------------------------------------------------- | ------------------------------------------------------------- | ------------------------------------------------------------- |
|                                                               |                                                               |                                                               |                                                               |                                                               |
| År                                                            |                                                               |                                                               | Folkmängd                                                     | Areal (ha)                                                    |
| 1990                                                          | 1990                                                          |                                                               | 102                                                           | 17#                                                           |
| 1995                                                          | 1995                                                          |                                                               | 79                                                            | 17#                                                           |
| 2000                                                          | 2000                                                          |                                                               | 59                                                            | 16#                                                           |
| Anm.: Upphörde som småort 2005. # Som småort.                 |                                                               |                                                               |                                                               |                                                               |